# Arash Saeidi
Arash Saeidi (ur. 25 maja 1975 w Teheranie) – francuski polityk, restaurator i samorządowiec irańskiego pochodzenia, poseł do Parlamentu Europejskiego X kadencji.

## Życiorys
Jego rodzina osiedliła się we Francji w 1979. Studiował prawo w Lille. Zawodowo związany z branżą gastronomiczną jako restaurator. Od 2007 działał w Partii Socjalistycznej, w 2018 przeszedł do ugrupowania Génération.s, które założył Benoît Hamon. W 2020 został radnym miejskim w Angers, a w 2021 także radnym rady regionalnej Kraju Loary.
W 2022 objął funkcję koordynatora krajowego swojej formacji. Utracił ją po uprzednim zawieszeniu w 2024; zarzucono mu nielegalne zorganizowanie wewnątrzpartyjnych konsultacji odnośnie do startu w wyborach europejskich w tym samym roku, w których większość uczestników opowiedziała się za współpracą z La France insoumise. Arash Saeidi znalazł się na 6. miejscu listy wyborczej LFI, uzyskując w wyniku głosowania z czerwca 2024 mandat europosła X kadencji.